# Город приливов
«Город приливов» (англ. Tidelands) — австралийский драматический телесериал, созданный для платформы Netflix. Сценаристами и шоураннерами проекта выступили Стивен М. Ирвин и Ли Макграт.
Это первый телевизионный сериал Netflix, снятый в Австралии. Все 8 эпизодов вышли на Netflix 14 декабря 2018 года.

## Сюжет
После десяти лет, проведённых в тюрьме за убийство, Каллиопа «Кэл» Мактир возвращается домой в рыбацкий поселок Орфелин Бэй. После того, как на берег море выносит тело местного рыбака, Кэл предстоит разгадать тайны городка и его необычных жителей, которые являются наполовину людьми, наполовину сиренами, и именуют себя «прибрежниками».

## В главных ролях
- Шарлотта Бест[англ.] — Каллиопа «Кэл» Мактир
- Эльса Патаки — Адриэль Катберт
- Аарон Якубенко[англ.] — Оги Мактир
- Марко Пигосси — Дилан Сигер
- Ричард Дэвис — Колтон Ракстер
- Далип Сондхи — Ламар Клотье
- Маттиас Инвуд — Кори Уэлч
- Яцек Коман — Грегорий Столин

## Во второстепенных ролях
- Алекс Димитриадес — сержант Пол Мердок
- Питер О’Брайен — Билл Сентелл
- Мадлен Мэдден — Виолка Ру
- Джет Трантер — Леандра
- Кэролайн Брейзия — Роза
- Хантер Пейдж-Локхард — Джаред
- Аннабель Стивенсон — Лора Мейни
- Кейт Фельдманн — Женовева
- Финн Литтл — Жиль
- Хлоя Де Лос Сантос — Бижу

| № | Название                                  | Режиссёр          | Автор сценария  | Дата премьеры   |
| - | ----------------------------------------- | ----------------- | --------------- | --------------- |
| 1 | «Домой» «Home»                            | Тоа Фрейзер       | Стивен M. Ирвин | 14 декабря 2018 |
| 2 | «Сироты Латанта» «'Orphans of L'Attente'» | Тоа Фрейзер       | Стивен M. Ирвин | 14 декабря 2018 |
| 3 | «Ни одна из вас» «Not One of You»         | Эмма Фриман       | Стивен M. Ирвин | 14 декабря 2018 |
| 4 | «Не доверяй людям» «'Don't Trust Humans'» | Эмма Фриман       | Стивен M. Ирвин | 14 декабря 2018 |
| 5 | «Зов» «The Calling»                       | Катриона Маккензи | Стивен M. Ирвин | 14 декабря 2018 |
| 6 | «Преданность» «Loyalty»                   | Катриона Маккензи | Стивен M. Ирвин | 14 декабря 2018 |
| 7 | «Пророчество» «The Prophecy»              | Дэниэл Нетхайм    | Стивен M. Ирвин | 14 декабря 2018 |
| 8 | «Нож королевы» «'The Queen's Knife'»      | Дэниэл Нетхайм    | Стивен M. Ирвин | 14 декабря 2018 |